# 巴涅希·霍夫曼
巴纳希·霍夫曼（英語：Banesh Hoffmann，1906年9月6日—1986年8月5日）是一名英国数学工作者和物理工作者。他主要是因他与阿尔伯特·爱因斯坦的关系及著作《量子奇趣故事》（The Strange Story of the Quantum）而出名。

## 生平
1906年9月6日，巴纳希·霍夫曼出生于英国英格兰北约克郡里士满。他在牛津大学学习数学与理论物理学，并获得学士学位。后来，他在美国普林斯顿大学获得博士学位。
在普林斯顿高等研究院期间，霍夫曼与阿尔伯特·爱因斯坦及利奥波德·英费尔德合作完成了论文《重力方程与运动问题》（"Gravitational Equations and the Problem of Motion"）。爱因斯坦原来的广义相对论基于2个点子：其一指出粒子的运动将会沿着四位时空中的最短路径；其二指出物质将如何影响时空的几何性质。3人写的这篇论文则指出物体运动方程能直接从描述空间几何性质的场方程得到。
1937年，霍夫曼加入了纽约市立大学皇后学院数学系，直到20世纪70年代晚期才离开。他在20世纪60年代就已正式退休，但仍在学校教授春季的一门相对论课与秋季的一门经典与量子力学课。
1986年8月5日，他离开了人世。皇后学院有一个青年研究生奖项以他的名字命名。

## 著作
1972年，霍夫曼与爱因斯坦的女助手海伦·杜卡斯（Helen Dukas）一起完成了传记《阿尔伯特·爱因斯坦：创作者和反叛者》（Albert Einstein: Creator and Rebel）。2014年，普朗克特出版社（Plunkett Lake Press）发布了该书的电子版。这对搭档后来又编辑出版了文集《阿尔伯特·爱因斯坦：常人的一面》（Albert Einstein: The Human Side），其中收集整理了不少爱因斯坦及相关人物的语录。
霍夫曼也是《量子奇趣故事》（The Strange Story of the Quantum）、《聊聊矢量》（About Vectors）、《相对论及其根基》（Relativity and Its Roots）及《试验的霸权》（The Tyranny of Testing）等书的作者。他还是“贝克街异常人士”（The Baker Street Irregulars）的协会成员，并写过短篇小说《夏洛克、莎士比亚和原子弹》（"Sherlock, Shakespeare, and the Bomb"，发表于1966年2月的《埃勒瑞皇后神秘杂志》（Ellery Queen Mystery Magazine））。
《量子奇趣故事》（中国大陆的汉语翻译版本名为《量子史话》）后成为曹天元的科技普及著作《量子物理史话》的参考蓝本。
- [量子史话]. 马元德 (汉译者) 1. 中国科学出版社. 1979 （中文（中国大陆））. (统一书号: 13031-871)

## 家庭
他的妻子桃瑞丝（Doris）晚年患上了阿茲海默症。女儿黛博拉（Deborah Hoffmann）为此拍摄了一部纪录片《一位孝女的诉说》（Complaints of a Dutiful Daughter）。